# Cody Claver
Cody Claver (Den Haag, 2 november 1996) is een Nederlands voetballer die als verdediger voor AFC speelt.

## Carrière
Cody Claver speelde in de jeugd van Haaglandia en ADO Den Haag. In 2015 vertrok hij naar Sparta Rotterdam, waar hij alleen voor Jong Sparta speelde en niet in actie kwam in de Eerste divisie. In 2016 vertrok hij transfervrij naar Jong SC Cambuur. In het seizoen 2017/18 zat hij regelmatig op de bank bij het eerste elftal van SC Cambuur, waar hij debuteerde op 2 april 2018. Dit was in de met 3-2 gewonnen thuiswedstrijd tegen FC Eindhoven. Claver begon in de basis, omdat Sai van Wermeskerken zich te laat had gemeld voor de wedstrijd en daarom voor straf op de bank moest beginnen. Na de rust kwam Van Wermeskerken alsnog in het veld voor Claver. Begin 2019 ging hij voor AFC in de Tweede divisie spelen.

### Statistieken
| Seizoen                    | Club             | Land           | Competitie     | Competitie | Competitie | Beker | Beker | Totaal | Totaal |
| Seizoen                    | Club             | Land           | Competitie     | Wed.       | Dlp.       | Wed.  | Dlp.  | Wed.   | Dlp.   |
| -------------------------- | ---------------- | -------------- | -------------- | ---------- | ---------- | ----- | ----- | ------ | ------ |
| 2015/16                    | Sparta Rotterdam | Nederland      | Eerste divisie | 0          | 0          | 0     | 0     | 0      | 0      |
| 2017/18                    | SC Cambuur       | Nederland      | Eerste divisie | 2          | 0          | 0     | 0     | 2      | 0      |
| 2018/19                    | SC Cambuur       | Nederland      | Eerste divisie | 0          | 0          | 0     | 0     | 0      | 0      |
| 2018/19                    | AFC              | Nederland      | Tweede divisie | 10         | 0          | 0     | 0     | 10     | 0      |
| Carrièretotaal             | Carrièretotaal   | Carrièretotaal | Carrièretotaal | 12         | 0          | 0     | 0     | 12     | 0      |
| Bijgewerkt op 30 juni 2019 |                  |                |                |            |            |       |       |        |        |